# 아리에플로그시

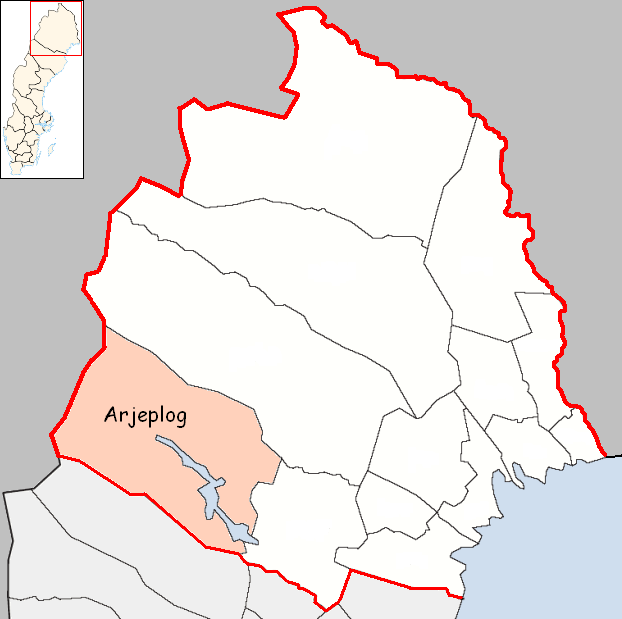
아리에플로그 시의 위치

아리에플로그시(스웨덴어: Arjeplogs kommun)는 스웨덴 노르보텐주에 위치한 지방 자치체로 행정 중심지는 아리에플로그이며 면적은 14,494.09km2, 인구는 2,876명(2016년 12월 31일 기준), 인구 밀도는 0.20명/km2이다.

시 문장